# Mohammad Szah Kadżar
Mohammad Szah Kadżar (ur. 5 stycznia 1808 w Tebrizie jako Mohammad Mirza; zm. 5 września 1848 w Tajrish, obecnie Teheran) – szach Persji z dynastii Kadżarów, wojskowy, od 1834 marszałek polny.
Był synem następcy tronu Persji – księcia Abbasa Mirzy i wnukiem szacha Fatha Alego. Pełnił funkcję gubernatora Maraghi i Hamadanu (1824-1834), a następnie Azerbejdżanu (1834). Na tron wstąpił po śmierci dziadka 23 października 1834. Po śmierci szacha Mohammada jego następcą został syn Naser ad-Din Szah Kadżar.

## Odznaczenia
- Order św. Andrzeja Apostoła (Cesarstwo Rosyjskie)
- Order św. Aleksandra Newskiego (Cesarstwo Rosyjskie)
- Order św. Anny I klasy (Cesarstwo Rosyjskie)
- Order Orła Białego (1829, Królestwo Kongresowe)
- Order św. Stanisława I klasy